# إرنست هيبرت
إرنست هيبرت (بالإنجليزية: Ernest Hebert)‏ (4 مايو 1941، كين في الولايات المتحدة)؛ روائي أمريكي.